# Kirsti Bergstø
Kirsti Bergstø, née le 1er juillet 1981 à Rana (Nordland), est une femme politique norvégienne, membre du Parti socialiste de gauche (SV). Elle représente le Finnmark au Storting (Parlement) de 2013 à 2017.

## Carrière
Bergstø est originaire de Nesseby (Finnmark). Elle suit une formation de pédagogie pédiatrique à la Haute école du Finnmark (no). Elle travaille dans un centre d'accueil pour handicapés physiques et pour autistes de 2002 à 2005, puis dans un centre de crise contre les violences conjugales en 2009 et enfin à l'Administration norvégienne du travail et du bien-être (en) (NVA) à Nesseby de 2009 à 2010.
Bergstø dirige les Jeunesses socialistes (en) (SU) de 2006 à 2008, après avoir siégé à son conseil central (no) depuis 2002. Elle est aussi membre suppléante du conseil de comté (en) du Finnmark de 1999 à 2003, directrice-adjointe de l'Union des élèves de Norvège (en) de 2000 à 2001 ainsi que membre du conseil central de Nei til EU (en) de 2008 à 2010. Elle est secrétaire d'État au ministère de l'Enfance, de l'Égalité et de l'Intégration sociale (en) de 2010 jusqu'à sa démission en mars 2012.
Après avoir été députée suppléante au Storting de 2005 à 2009, elle est élue députée en 2013 comme première candidate du Parti socialiste de gauche sur la liste du Finnmark. Aux élections de 2017, elle est de nouveau la première candidate de son parti au Finnmark mais n'est pas réélue.